# Ski sur aiguilles de pins
 (janvier 2019).

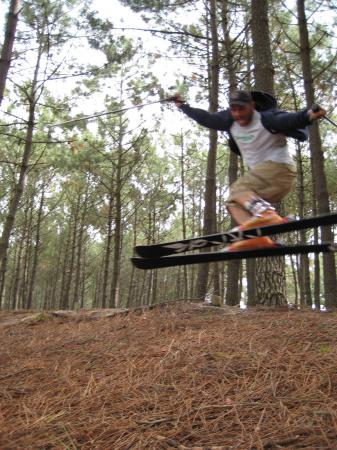
La pratique du ski moderne sur aiguilles de pins, localement appelées garbayes ou grépin.

Le ski sur aiguilles de pins est un sport de pleine nature qui se pratique sur les dunes du littoral aquitain principalement[réf. nécessaire], notamment à Arcachon en Gironde et à Mimizan dans les Landes[réf. souhaitée].

## La piste d'Arcachon
La première piste est ouverte vers 1900 pour que les enfants malades, envoyés à Arcachon pour sa fonction climatique, puissent glisser sur des luges[source insuffisante]. Un polytechnicien, monsieur Harlé, président du ski club Bordelais, a l'idée de créer une piste de ski sur aiguilles de pins sur le pare-feu d'une dune boisée. Longue de 250 m et haute de 60 m, elle sert à l'entrainement au slalom, à la descente et même au saut à ski. Elle offre « de très bonnes conditions de glisse grâce à la qualité du revêtement, bien plus glissant que le sable ». 
Chaque année, de 1947 à 1970, se court sur cette piste d'Arcachon la dernière compétition officielle de ski figurant sur le calendrier officiel de la fédération française de ski, au même titre que Chamonix ou Megève,. Le développement de la piste s'arrête à la suite d’un accident sur le remonte-pente.
En 2007, est créée une association pour la réhabilitation de la piste de ski sur aiguilles à Arcachon, près du club hippique. Cette Association des amis de la piste de ski sur aiguilles de pins d’Arcachon entretient la piste ,.

## La piste de La Baule
En 1959, à La Baule une piste de ski sur aiguilles de pin voit le jour sur la dune de la Sablière de la Jô,.

## Vendée
En Vendée à La Barre-de-Monts, la petite station balnéaire se transforme en station de ski avec une descente en luges sur aiguilles de pin.